# Ambassade du Danemark en Estonie
L'ambassade du Danemark à Tallinn (en estonien : Taani suursaatkond Tallinnas) est la représentation diplomatique du Danemark auprès de la république d'Estonie. 

## Ambassade
L'ambassade est située a l'adresse Wismari tänav 5, dans le quartier Kassisaba à Tallinn.

## Histoire
Avant la Seconde Guerre mondiale, l'ambassade était située à Helsinki, un consulat fonctionnait à Tallinn.
Entre 1918 et 1929, le consul Jens Christian Johansen était situé à Uus tänav 14.
Le Danemark a reconnu l'Estonie comme État souverain de jure le 5 février 1921.
Le Royaume du Danemark a été le deuxième pays après l'Islande à rétablir des relations diplomatiques avec la République d'Estonie nouvellement indépendante le 24 août 1991. 
Le premier ambassadeur, Otto Borch, est arrivé en Estonie le 26 août 1991, quelques jours après le rétablissement des relations diplomatiques.

## Ambassadeurs du Danemark en Estonie
- William Mart Laanemäe (2020-)
- Märt Volmer (2015–2019)
- Katrin Kivi (2011–2015)
- Meelike Palli (2006–2011)
- Taavi Toom (2001–2006)
- Jüri Kahn (1996–2001)
- Arvo Alas (1991–1996)

## Relations diplomatiques
Les relations entre l'Estonie et le Danemark se caractérisent par une étroite coopération, notamment dans les domaines de l'économie et de la défense nationale. 
Le Danemark est le partenaire de coopération militaire le plus important de l'Estonie depuis des décennies, ainsi la participation du Danemark au groupement tactique multinational de l'OTAN stationné en Estonie est la plus importante.